# 音樂公園

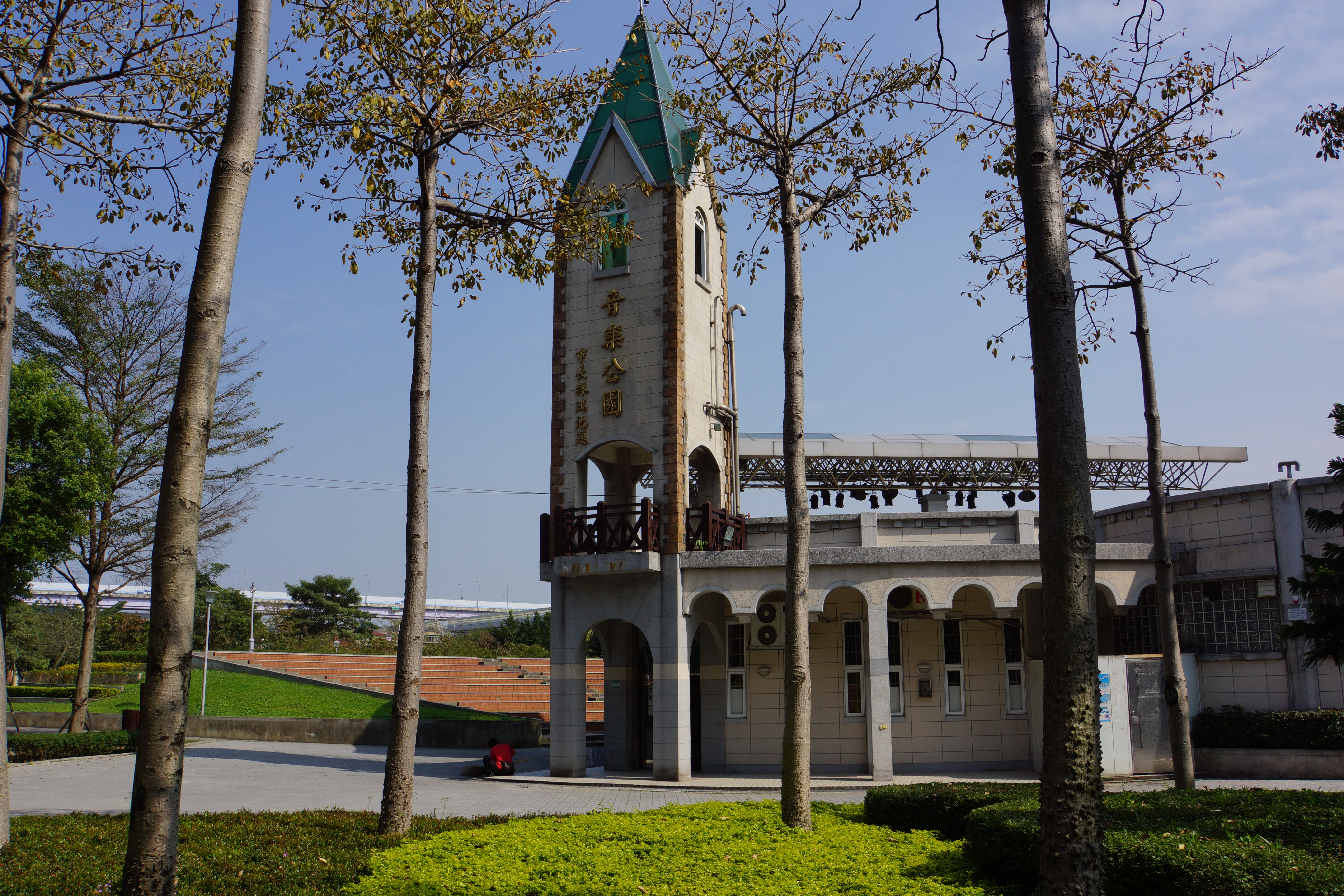
音樂公園城堡建築（2013年）。

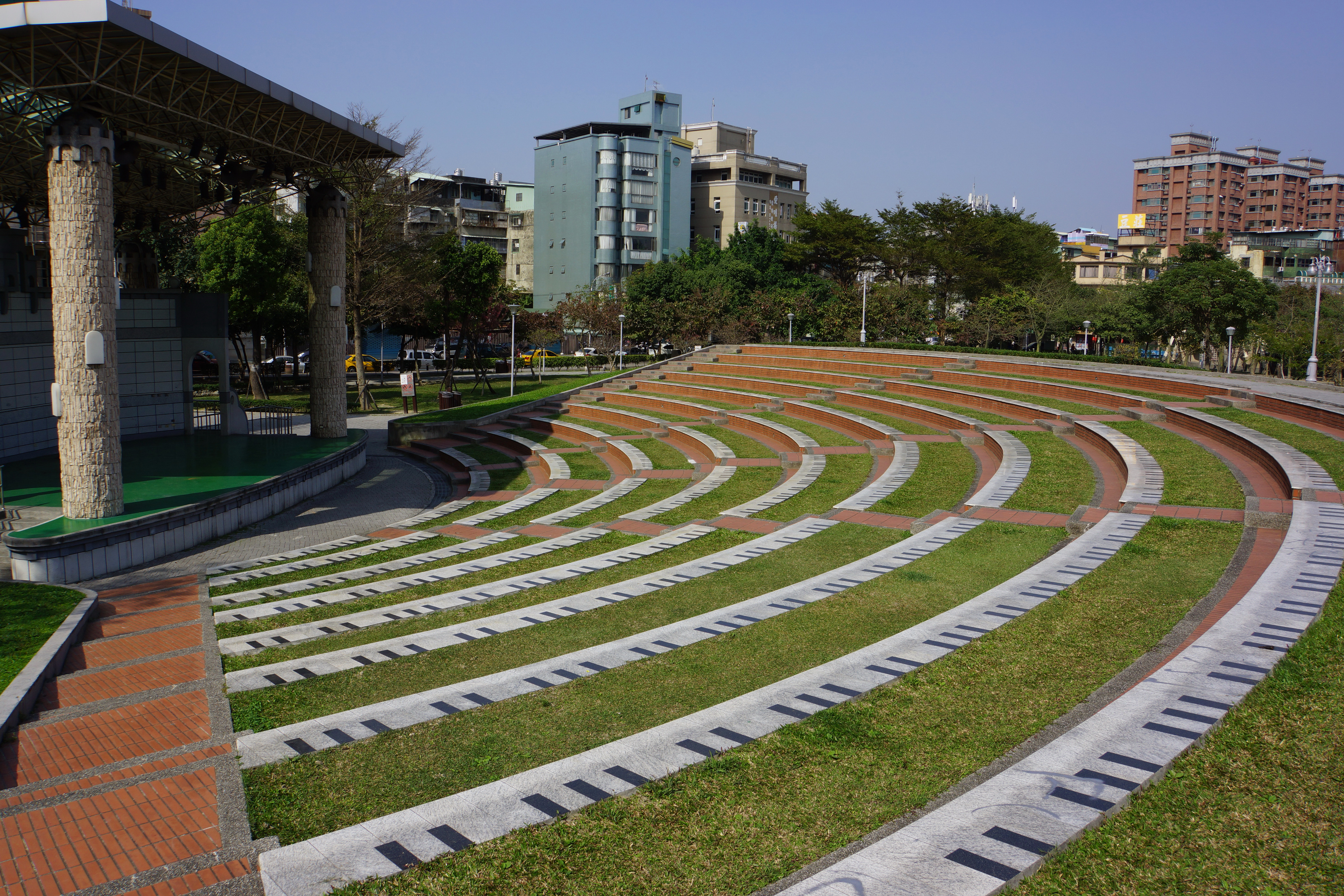
露天音樂台和觀眾席。

音樂公園，為國內以音樂為主題的都會公園，位於新北市板橋區大同街70號，西起雙十路、文聖街，東至懷德街，南到萬板大橋引道，北達大同街，面積廣達3萬5000平方公尺。
原為北台灣第一個遊樂園區大同水上樂園舊址，1998年板橋市公所取得荒廢已久土地後，投入新台幣7500多萬元經費打造，前期先施作簡易公園。2001年以音韻人生為出發點，重新規劃設計為國內第一座音樂主題都會公園。設計者為黃亮熹建築師。
不同於一般只單純提供園藝賞景的都市公園，音樂主題公園以聲音為表現主題，結合了人文、自然與景觀，由板橋區公所全權設計規劃，提供市民一個如同露天音樂廳的遊憩空間。音樂主題公園的造型有如童話中的城堡，創意取材自音樂之都奧地利，包含有音樂臺的特殊造型、像五線譜梯田的觀眾席，還有琴鍵廣場、親水噴泉廣場、綠蔭廊道、陽光草坪、音樂雕塑等，連洗手間都設計成音樂貝殼的旋律，讓您隨時隨地都被音樂圍繞。

## 設施[3]
- 音樂公園市民活動中心：地址為板橋區懷德街235巷2號2樓，樓下為新北市立幼兒園新民分班，室內面積404.11平方公尺，有一固定式舞台，附有電動投影布幕。一般國民皆可向板橋區公所洽詢登記借用。
- 新北市立幼兒園新民分班：地址為板橋區懷德街235巷2號1樓，樓上為音樂公園市民活動中心。
- 城堡建築與荷蘭鐘
- 露天音樂台
- 觀眾席
- 帆船造型
- 魚形景觀
- 噴泉區（已廢除）
- 運動設施
- 共融式遊具設施
- 圓頂涼亭
- 林蔭廣場
- 男廁、女廁、無障礙廁所
- 自行車道
- 音樂公園地下停車場：為板橋區第一座前瞻計畫停車場，提供511個汽車停車位、100個機車停車位。

## 附近設施
- 萬板大橋
- 華翠大橋
- 新北市板橋區龍翠市民活動中心
- 五福新村
- 板橋區港仔嘴福德宮
- 俥亭停車場萬板二場
- 福天宮
- 江子翠橫移門外
  - 新店溪華江堤外區停車場
  - 江子翠溜冰場
  - 蝴蝶公園地景花海
  - 萬板橋遙控車場
- 新店溪
- 富貴新村
- 五福國寶住宅
- 豆莊台灣純仙草凍（長雲別館）
- 懷德街
  - 7-ELEVEN懷翠門市
  - 全家便利商店板橋懷聖店
- 青山洗車店
- 全鑫電能熱水器原昇水電材料行
- 三普米行
- 愛唯揚幼兒園
- 懷德晶華華廈
- 永福大樓
- 捷運經典住宅
- 新北市板橋區文聖國民小學
- 華星汽機車旅店
- 文聖大街華廈（A、B、C區）
  - 7-ELEVEN瑞林門市
  - 全家便利商店板橋興盛店
- 江翠名門華廈
- 瑞林珍寶住宅
- 格林珍寶住宅
- 村品上上願住宅
- 園與屋華廈A、B座
- 大漢東宮華廈
- 台北芳鄰華廈
- 青茵悅住宅
- 麗霖珍寶住宅
- 麗庭珍寶住宅
- 麗軒珍寶住宅
- 八德公園

## 腳注
1. ↑  .   [2013-04-28]. （原始内容存档于2013-01-19）.
2. ↑  .   [2019-12-27]. （原始内容存档于2021-01-17）.
3. ↑  .   [2021-09-22]. （原始内容存档于2017-06-10）.